# Asier Villalibre
Asier Villalibre Molina, né le 30 septembre 1997 à Guernica (Espagne), est un footballeur espagnol évoluant au poste d'avant-centre au Deportivo Alavés.

## Biographie

### En club
Lors de la saison 2016-2017, il joue deux matchs en Ligue Europa avec l'Athletic Bilbao.
Le 25 janvier 2020, Villalibre marque son premier but pour l'Athletic et en Liga contre le RCD Espanyol (nul 1-1).
Le 17 janvier 2021, Villalibre participe au sacre en Supercoupe d'Espagne contre le FC Barcelone. Les Basques s'imposent 3-2, avec un but de l'attaquant dans les arrêts de jeu qui fait revenir les deux équipes à égalité avant qu'Iñaki Williams n'offre la victoire quelques instants plus tard. Il se fait également remarquer pour être à l'origine du premier carton rouge de Lionel Messi avec Barcelone ; ce dernier, dans un geste d'humeur, lui ayant asséné une gifle. Lors des célébrations des joueurs sur le terrain, Villalibre joue un air de trompette qui devient viral sur Internet.
En janvier 2023, Villalibre prolonge jusqu'en 2025 avec l'Athletic puis est prêté au Deportivo Alavés, club de Segunda División. Il fait ses débuts le 5 février en remplaçant Jon Guridi (en) contre la SD Eibar lors de la 26e journée de championnat et réalise un doublé permettant à son équipe de s'imposer 2-0.

## Palmarès
- Athletic Bilbao
  - Vainqueur de la Supercoupe d'Espagne : 2021
  - Vainqueur de la Coupe d'Espagne : 2024
  - Finaliste de la Coupe d'Espagne : 2020 et 2021